# Maximilian Nitze

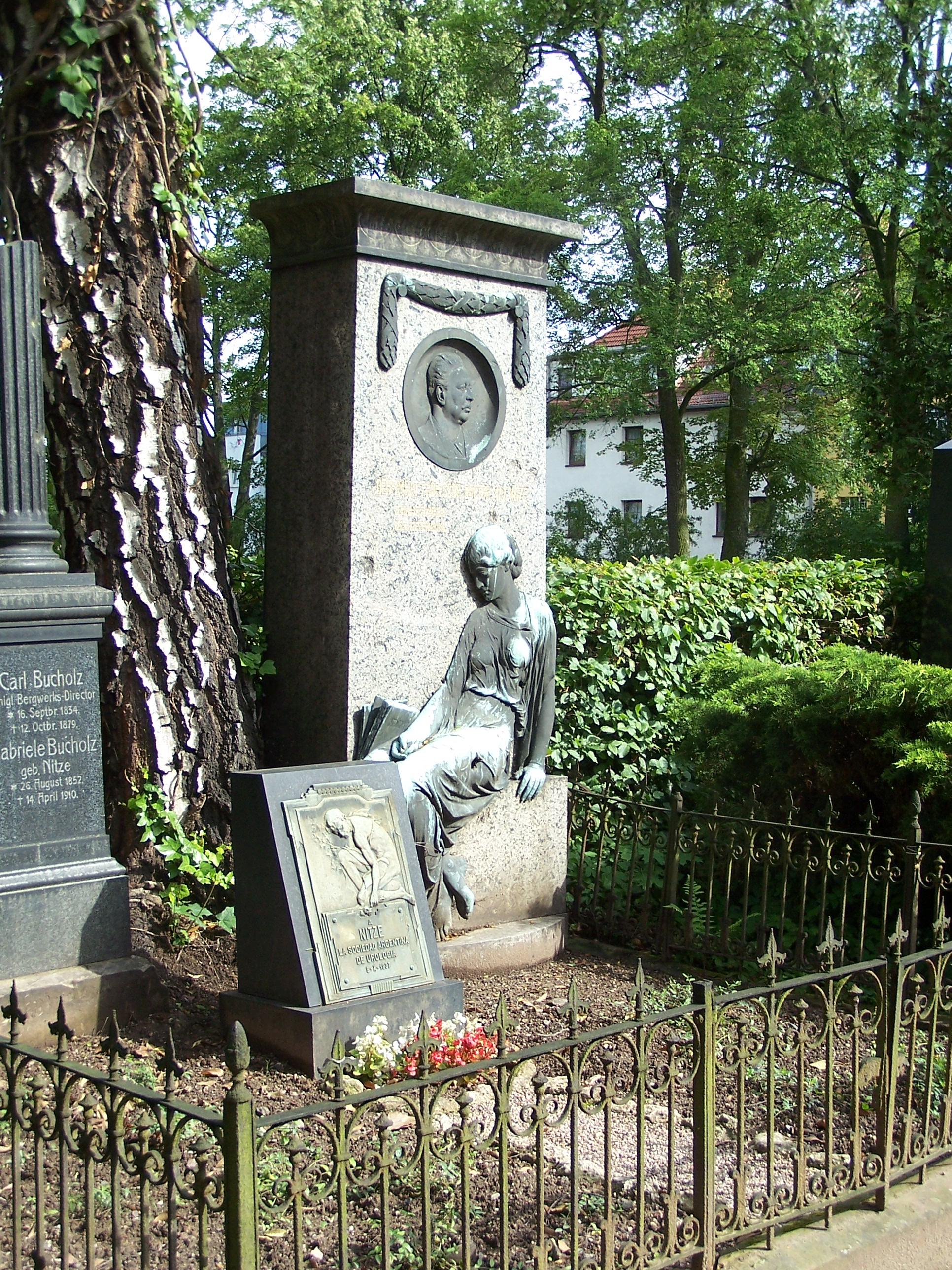
Nitzes Grab in Eisenach mit einer Gedenktafel der Argentinischen Urologischen Gesellschaft

Maximilian „Max“ Nitze (* 18. September 1848 in Berlin; † 22. Februar 1906 ebenda) war ein deutscher Urologe und Erfinder des elektrisch beleuchteten Zystoskops.

## Leben
Maximilian Nitze besuchte das Gymnasium in Wernigerode, das er 1869 mit dem Maturitätszeugnis verließ, um an den Universitäten Heidelberg, Würzburg und Leipzig Medizin zu studieren. 1874 promovierte er und war von 1876 bis 1878 – zeitweise gemeinsam mit Felix Martin Oberländer – als Assistent am Stadtkrankenhaus in Dresden tätig. Dort beschäftigte er sich u. a. auch mit Versuchen über die Beleuchtungsmöglichkeit innerer Hohlorgane. Allerdings fand er in Dresden keine Möglichkeit zur entsprechenden technischen Ausgestaltung seiner Tests, so dass er sich in Wien an den Instrumentenfabrikanten Josef Leiter wandte, der ihn bei seinen Versuchen technisch unterstützte.
Am 9. Mai 1879 demonstrierte Max Nitze erstmals das von ihm erfundene, im Oktober 1877 an einer Leiche erstmals erprobte und im folgenden Dezember patentierte Urethro- und Zystoskop in der Öffentlichkeit. Es gelang ihm, die von ihm entwickelte Methode, bei der die Lichtquelle im Inneren des zu betrachtenden Organs gelegen ist, in der Fachwelt durchzusetzen und weiterzuentwickeln. Mit der Erfindung seines Zystoskops begründete Nitze die moderne Urologie. Die eigentliche Erfindung ist aber bereits Gustave Trouve gelungen, der bereits 1873 für seine Erfindung bei der Wiener Weltausstellung eine Medaille dafür erhalten hatte. 1879 hat er eine erweiterte Version patentieren lassen.
1889 legte er in Berlin seine Habilitationsschrift über Urologie vor, 1900 wurde er außerordentlicher Professor. Seine Veröffentlichungen über die Therapie der Blasen- und Nierenkrankheiten zeigten neue Wege auf und dienten zur Weiterentwicklung der Urologie.
Die Deutsche Gesellschaft für Urologie vergibt den mit 15.000 Euro dotierten (Stand 2013) Maximilian-Nitze-Preis für urologische Forschung.

## Werke (Auswahl)
- Lehrbuch der Kystoskopie. Wiesbaden 1889 (2. Auflage 1907).
- Kystophotographischer Atlas. Wiesbaden 1894.
- Eine neue Beobachtungs- und Untersuchungsmethode für Harnröhre, Harnblase und Rectum. In: Wiener Medizinische Wochenschrift 29 (1879), Nr. 24, Sp. 649–652.